# 德勒格內什蒂鄉 (普拉霍瓦縣)
44°50′N 26°18′E / 44.833°N 26.300°E
德勒格內什蒂鄉（羅馬尼亞語：Comuna Drăgănești, Prahova），是羅馬尼亞的鄉份，位於該國中南部，由普拉霍瓦縣負責管轄，處於布加勒斯特以北50公里，每年平均降雨量971毫米，海拔高度76米，2007年人口5,068。